# Wanderer W6 e W9
La Wanderer W6 e la sua successiva evoluzione la W9, sono state due autovetture di fascia media prodotte dalla Casa tedesca Wanderer dal 1921 al 1926.

## Caratteristiche
Introdotta nel 1921, la W6 fu la seconda autovettura prodotta dalla Casa di Chemnitz dopo la Puppchen. Rispetto a quest'ultima, la W6 andò a collocarsi un gradino più in alto, sia per dimensioni sia per motorizzazioni e quindi anche per fascia di prezzo. Infatti, mentre le Puppchen d'inizio anni venti del secolo scorso erano equipaggiate con un motore da 1,3 litri, la W6 montava invece un'unità da 1.551 cm³, sempre a 4 cilindri in linea (alesaggio e corsa: 67x110 mm). L'alimentazione era affidata a un carburatore Pallas e la distribuzione era ad asse a camme laterale, ma con valvole in testa. La potenza massima erogabile da tale motore era di 18 CV a 1.800 giri/min, quanto bastava per permettere alla vettura di raggiungere una velocità massima di 80 km/h.

La W6 nasceva sulla base di un telaio a longheroni e traverse in acciaio stampato. Le sospensioni erano ad assale rigido con molle a balestra semiellittica. Di tipo tradizionale era anche l'impianto frenante, con freno a pedale agente sull'albero di trasmissione e freno a mano che invece agiva sul retrotreno. La guida era a destra e sul lato destro dell'abitacolo, tra il sedile del conducente e la portiera, era presente la leva del cambio, quest'ultimo a 4 marce.

Nel 1923 la W6 venne aggiornata ed evoluta in un nuovo modello denominato W9: esso si differenziava dalla W6 per il motore con potenza portata a 24 CV per meglio distaccarsi dalla Puppchen, che con il suo motore da 17 CV andava a sovrapporsi troppo al modello di fascia superiore penalizzandone le vendite. Grazie a tale accorgimento anche le prestazioni migliorarono e la velocità massima passò a 85 km/h. Un'altra differenza stava nella leva del cambio, ora spostata al centro del pavimento, tra i due posti anteriori.

La W9 fu prodotta fino alla fine del 1925 e gli ultimi esemplari vennero consegnati l'anno seguente. La W9 verrà sostituita dalla W10.